# Зальцнер, Херман
Хе́рман За́льцнер (нем. Hermann Salzner; 15 июля 1928, Линц) — австрийский гребец-байдарочник, выступал за сборную Австрии на всём протяжении 1950-х годов. Участник двух летних Олимпийских игр, дважды бронзовый призёр чемпионатов мира, победитель многих регат национального и международного значения.

## Биография
Херман Зальцнер родился 15 июля 1928 года в городе Линце. Увлёкшись греблей на байдарках и каноэ, проходил подготовку в местном спортивном клубе EKRV Donau Linz.
Первого серьёзного успеха на взрослом международном уровне добился в 1950 году, когда попал в основной состав австрийской национальной сборной и побывал на чемпионате мира в Копенгагене, откуда привёз награду бронзового достоинства, выигранную в зачёте четырёхместных байдарок на дистанции 10000 метров — при этом его партнёрами были Отто Лакнер, Вальтер Пиман и Максимилиан Рауб. Четыре года спустя выступил на мировом первенстве во французском Маконе и стал здесь бронзовым призёром в программе эстафеты одиночных байдарок 4 × 500 метров совместно с Максом Раубом, Хербертом Видерманом и Альфредом Шмидтбергером.
Благодаря череде удачных выступлений удостоился права защищать честь страны на летних Олимпийских играх 1956 года в Мельбурне — стартовал здесь в двойках на десяти километрах вместе с напарником Альфредом Шмидтбергером, но занял предпоследнее одиннадцатое место.
После мельбурнской Олимпиады Зальцнер остался в основном составе гребной команды Австрии и продолжил принимать участие в крупнейших международных регатах. Будучи одним из лидеров австрийской национальной сборной, благополучно прошёл квалификацию на Олимпийские игры 1960 года в Риме — на сей раз выступал в эстафете совместно с Вальтером Бухграбером, Хербертом Видерманом и Карлом Ляйтнером. В итоге он не смог квалифицироваться из предварительного раунда, а в утешительном заезде стал лишь третьим. Вскоре по окончании этих соревнований принял решение завершить карьеру профессионального спортсмена, уступив место в сборной молодым австрийским гребцам.